# Varoš (Tuzla)
Varoš, urbana i prostorno-teritorijalna cjelina u predosmanskoj srednjovjekovnoj Tuzli (Solima). Zapadno od nje nalazila se Drvena utvrda, gdje je danas Atik mahala. Varoš je bio stambeni dio srednjovjekovnih Soli i u njemu je bio franjevački samostan sv. Petra. Nešto južnije od Varoši bio je Solni trg.:str 145. U osmanskim vremenima Varoš je bio dio Tuzle u kojem je uglavnom živjelo nemuslimansko stanovništvo. Tada se nalazio istočno od utvrde Palanke prema Polju, na mjestu stare Drvene utvrde, gdje je danas Atik mahala.:str 146.
Izvan južne kapije utvrde bio je prostor zvan Polje. Prema podnožju brda Trnovca polje je prelazilo u močvaru Kolobaru. Na rubu nje formirala se kršćanska mahala Varoš, čiji se naziv vremenom pretvorio u Srpsku Varoš. Tuzlanski Srbi većinom su živjeli u (Srpskoj)Varoši (44°32′17″N 18°41′02″E / 44.53803°N 18.68388°E). Svoje su mrtve pokapali na pravoslavnom groblju na brdu Popincu blizu Kojšina, gdje je poslije Risto Jeremić podigao Sanatorij. Zbog velike epidemije kolere 1846. godine kad su brojni umirali, groblje su dobili znatno bliže. Tadašnji prvi čovjek Tuzle Mahmud-paša Tuzlić svakodnevno je sa svojim gostima izložen promatrati svakodnevno sprovode i slušati naricanja na njima, jer su povorke prolazile pored njegova sjedišta na Konaku. Ponukan svakodnevnim sprovodima, ponudio je pravoslavnima novu (bližu) lokaciju za groblje te im je ponudio Mioke nad Trnovcem. Srbi su to prihvatili i nedugo poslije Srbi iz Varoša pokapaju na Trnovcu. Sredinom 19. stoljeća, zadnjeg stoljeća osmanske vlasti Varoš su nastanjivali pravoslavni i katolički stanovnici. Tada je bio sjeveroistočno od Palanke, prema brdu Boriću. Na mjestu današnje Banje tu se nalazila stara katolička crkva. 1870-ih je izgrađena i monumentalna pravoslavna crkva. Ova mahala imala je parohijski dom, han te niz privatnih stambenih kuća.:str 150. 1889. je zabilježeno da je Turali-begov vakuf imao više parcela: vrtova, livada i čaira pored Varoši.